# Mitsubishi Ki-1
Mitsubishi Ki-1 (яп. 三菱 キ1, Важкий армійський бомбардувальник Тип 93) — серійний важкий бомбардувальник Імперської армії Японії 1930-х років.

## Історія створення
Японський важкий бомбардувальник Mitsubishi Ki-1 був створений на початку 1930-х років на базі німецького літака Junkers K 37. Це був вільнонесучий моноплан з шасі, яке не складалось, та двокілевим хвостовим оперенням. Літак був оснащений двома радіальними двигунами Ha-2-2 потужністю 940 к.с. кожен, що дозволяло йому розвинути максимальну швидкість 220 км/г.
Літак був озброєний трьома 7,7-мм кулеметами — по одному в напівзакритих носовій та хвостовій турелях, а також у підфюзеляжній установці. Він міг нести до 1500 кг бомб.
Літак здійснив перший політ у 1932 році, а вже у 1933 році був прийнятий на озброєння під назвою «Важкий армійський бомбардувальник Тип 93-1» (або Ki-1-I). Пізніше літак оснащувався потужнішими двигунами Ha-2-3 потужністю 970 к.с., що дало йому змогу розвивати максимальну швидкість 230 км/г. Цей варіант отримав назву «Важкий армійський бомбардувальник Тип 93-2» (або Ki-1-II).
Всього було випущено 118 літаків обидвох модифікацій.

## Тактико-технічні характеристики (Ki-1-I)

### Технічні характеристики
- Екіпаж: 4 чоловік
- Довжина: 14,80 м
- Висота: 4,92 м
- Розмах крила: 26,50 м
- Площа крила: 90,74 м ²
- Маса порожнього: 4 880 кг
- Маса спорядженого: 8 100 кг
- Двигуни: 2 радіальні двигуни Ha-2-2
- Потужність: 940 к. с. кожен

### Льотні характеристики
- Максимальна швидкість: 220 км/г
- Крейсерська швидкість: 186 км/г
- Практична дальність: 1 100 км
- Практична стеля: 5 000 м

### Озброєння
- Кулеметне: 3 × 7,7 мм кулемети
- Бомбове до 1500 кг бомб

## Модифікації
- Ki-1-I (Важкий армійський бомбардувальник Тип 93-1) — початковий варіант
- Ki-1-II (Важкий армійський бомбардувальник Тип 93-2) — покращений варіант з потужнішими двигунами.

## Історія використання
Ki-1 вже на момент вступу у стрій виявився застарілим. Він обмежено використовувався в антипартизанських операціях в Маньчжурії, а також на початковому етапі японсько-китайської війни.
Пізніше літак використовувався як навчальний, для підготовки екіпажів бомбардувальників. У 1941—1942 роках обмежено застосовувався як транспортний літак в частинах другої лінії.